# Landsbylæge
Landsbylæge (russisk: Сельский врач) er en sovjetisk film fra 1951 af Sergej Gerasimov.

## Medvirkende
- Tamara Makarova som Dr. Tatjana Kazakova
- Grigorij Belov som Dr. Arsenjev
- Lena Belskij
- Ivan Bulganov som Sasja
- Anatolij Dudorov som Anatolij Tjomkin